# M09 (Oekraïne)
De M09 is een autoweg in Oekraïne. Het is een van de vier korte autowegen in het westen van Oekraïne. De weg verbindt Lviv met Lublin in Polen, en loopt van de stad Lviv naar het grensplaatsje Rava-Roeska. De route is 65 kilometer lang.

## Verloop
De weg begint in het noorden van Lviv, en loopt naar het noordwesten, via Zjovkva en Rava-Roeska naar de Poolse grens. Daar sluit de weg aan op de Poolse DK17, welke in de toekomst een autosnelweg wordt, de S17. Deze snelweg loopt naar Lublin en Warschau.
De M09 is onderdeel van de E372.
M01 ·
M02 ·
M03 ·
M04 ·
M05 ·
M06 ·
M07 ·
M08 ·
M09 ·
M10 ·
M11 ·
M12 ·
M13 ·
M14 ·
M15 ·
M16 ·
M17 ·
M18 ·
M19 ·
M20 ·
M21 ·
M22 ·
M23 ·
M24 ·
M25 ·
M26 ·
M27 ·
M28 ·
M29 ·
M30
N01 ·
N02 ·
N03 ·
N04 ·
N05 ·
N06 ·
N07 ·
N08 ·
N09 ·
N10 ·
N11 ·
N12 ·
N13 ·
N14 ·
N15 ·
N16 ·
N17 ·
N18 ·
N19 ·
N20 ·
N21 ·
N22 ·
N23 ·
N24 ·
N25 ·
N26 ·
N27 ·
N28 ·
N30 ·
N31 ·
N32 ·
N33